# ナナミシリーズ
ナナミシリーズは、メディア・ファイブから発売された教育ソフトウェアのシリーズ。

## 概要
女性型アンドロイドの「ナナミ」とコミュニケーションをとりながら学習を行うという趣向で、資格試験を題材とした「教えて資格試験シリーズ」が2010年2月5日に発売、その後、TOEIC対応の「教えてEnglishシリーズ」や中学・高校教育対応の「教えてStudyシリーズ」などジャンルの幅を広げている。
タイトルに「教えて」の文字が含まれる初期の作品群、通称「教えてシリーズ」には物語性があり、プレイヤーが学習する（＝ナナミに知識を教える）ことでナナミの性格が変化したり着衣の種類が追加されたりするという、キャラクターの育成やカスタマイズ要素も含まれている。以降の作品では物語や育成要素が除かれ、着衣変更要素のみ継続している。

## シリーズ一覧

### PC
- 教えて資格試験シリーズ（2010年2月5日）
- 教えてEnglishシリーズ（2010年3月12日）
- ナナミの脳機能10倍UP大作戦シリーズ（2010年3月12日 - ）
- 教えてStudyシリーズ（2010年3月26日）[1]
- ナナミのスマホで資格試験シリーズ（2011年11月18日）[2]

PC・スマートフォン（Android）両バージョンのセット商品。PC版は模擬問題の出題に特化している。

### 家庭用ゲーム機
家庭用ゲーム機向けソフトは英語教育分野のみ。対象年齢基準は全てCERO：B（12才以上対象）で、「セクシャル」のアイコンが付記されている。
- ナナミの教えてEnglish DS 〜めざせTOEIC TESTマスター〜（2011年3月24日、ニンテンドーDS）[3]

上記の「教えてEnglishシリーズ」をベースとしている。
- ナナミの教えて英文法 DS 〜基礎から学ぶステップアップ学習〜（2011年6月30日、ニンテンドーDS）[4]

学習内容以外の要素は上記の『ナナミの教えてEnglish DS 〜めざせTOEIC TESTマスター〜』と共通。
- マル合!3D ナナミと一緒に学ぼ! TOEIC TEST対策編（2013年3月19日、ニンテンドー3DS）[5]
- マル合!3D ナナミと一緒に学ぼ! English上達のコツ 理論編（2013年3月19日、ニンテンドー3DS）[6]

後に、様々な追加・変更を施したバージョン『ナナミと一緒に学ぼ! English上達のコツ』が発売（パッケージ版：2013年8月22日、ダウンロード版：2013年9月12日）。
- ナナミと一緒に学ぼ!English日常会話（2014年1月29日、ニンテンドー3DS）[8]
- ナナミと一緒に学ぼ! TOEIC LISTENING AND READING TEST 完全マスター（2017年12月21日、Nintendo Switch）[9]

上記の『マル合!3D ナナミと一緒に学ぼ! TOEIC TEST対策編』をベースとしている。
- ナナミと一緒に学ぼ!English 上達のコツ 理論編（2018年11月1日、Nintendo Switch）[10]

上記の『マル合!3D ナナミと一緒に学ぼ! English上達のコツ 理論編』をベースとしている。

### スマートフォン
- ナナミのスマホで資格試験シリーズ（2011年11月18日、Android）[2]

Android版では問題の出題のほかナナミの服装を変更する要素も含まれている。
- ナナミのスマホでシリーズ

上記の「スマホで資格試験」各種のほか、中学・高校の各科目にも対応したAndroid専用シリーズ。

## 登場人物
ナナミ
声 - 白石なごむ（脳機能10倍UP大作戦）、竹達彩奈（English DS、英文法 DS）、花澤香菜（English上達のコツ）、東山奈央（English日常会話〈日本語・英語ともに担当〉）
レイナ
声 - 中原麻衣

ヴェロッキオ
声 - 白兎夕季

三津枝博士
声 - 波多野和俊

ハルカ
声 - 中原麻衣

ユウト
声 - 厚地加奈子

エリ
声 - 竹達彩奈

## テーマ曲
English DSと英文法 DSに収録。
「オシエテスキシテ♥773」
作詞・歌 - 白石なごむ / 作曲・編曲 - きくお